# Tim Wood (patinage artistique)
Pour les articles homonymes, voir Tim Wood et Wood.
Timothy Lyle Wood dit Tim Wood est un patineur artistique américain né le 27 juin 1948 à Highland Park (Michigan).
Il est notamment champion du monde en 1969 et 1970 et médaillé d'argent olympique aux Jeux d'hiver de 1968.

## Palmarès
| Compétition                     | 1965 | 1966 | 1967 | 1968 | 1969 | 1970 |
| Jeux olympiques                 |      |      |      | 2e   |      |      |
| Championnats du monde           | 13e  |      | 9e   | 2e   | 1er  | 1er  |
| Championnats d'Amérique du Nord | 5e   |      | 5e   |      | 1er  |      |
| Championnats des États-Unis     | 3e   | 4e   | 3e   | 1er  | 1er  | 1er  |